# Epiphragma (Epiphragma) chionopezum
Epiphragma (Epiphragma) chionopezum is een tweevleugelige uit de familie steltmuggen (Limoniidae). De soort komt voor in het Australaziatisch gebied.